# Kopli (Lüganuse)
Koordinaten: 59° 23′ N, 27° 3′ O
Kopli ist ein Dorf (estnisch küla) in der Landgemeinde Lüganuse (Luganuse vald). Es liegt im Kreis Ida-Viru (Ost-Wierland) im Nordosten Estlands.
Das Dorf hat 23 Einwohner (Stand 1. Januar 2012).